# Elizabeth Cadbury
Elizabeth Mary Cadbury, née Taylor le 24 juin 1858 et morte  le4 décembre 1951, est une militante et philanthrope britannique. Elle est l'épouse de George Cadbury, le fabricant de chocolat.

## Jeunesse
Née à Peckham Rye, Southwark, Londres, elle est l'un des dix enfants du directeur de la société Quaker et agent de change John Taylor (décédé en 1894) et de sa femme, Mary Jane Cash (décédée en 1887). Elle grandit dans un milieu familial aisé. Ses parents sont des militants de la tempérance et des passionnés de la formation des adultes, dispensée par les instituts de mécanique.
Elle et sa sœur Margaret font leurs études privées en Allemagne, et Elizabeth fréquente ensuite la North London Collegiate School de 1874 à 1876. En 1876, elle réussit l'examen supérieur de l'université de Cambridge dans dix matières, mais n'intègre pas l'enseignement supérieur. À la sortie de l'école, elle effectue des activités sociales dans les docks de Londres et à Paris, ainsi que l'enseignement à l'école du dimanche de sa paroisse Quaker, en prenant une classe de 40 garçons dans un quartier pauvre du sud de Londres. À la suite de cela en 1884, elle crée un club de garçons et travaille avec des femmes dans les bidonvilles de Londres. Ces activités sont très inhabituelles pour une femme de son âge et de sa classe sociale.

## Famille
À Peckham Rye à Londres, le 19 juin 1888, Elizabeth épouse George Cadbury, alors veuf avec cinq enfants. Ils ont six enfants ensemble : Laurence John, George Norman, Elsie Dorothea, Egbert Cadbury (en), Marion Janet et Ursula. Elle et George partagent un intérêt pour le mouvement de tempérance et pour l'éducation des adultes et ils sont amis et collègues pendant plus de dix ans en raison de ces intérêts mutuels.

## Activisme
Elle et son mari jouent un grand rôle dans le développement de Bournville et y inaugurent la 200e maison. En 1909, elle ouvre le Woodland Hospital, qui devient le Royal Orthopaedic Hospital. Elle construit également Les Hêtres, pour offrir des vacances aux enfants des bidonvilles. Elle préside le comité du service médical de l'école de Birmingham et travaille pour assurer l'inspection médicale dans les écoles. Avec son mari, elle participe à la réforme des conditions de travail et de vie dans l'industrie en soutenant le bien-être, la santé et l'éducation des femmes et des enfants à Bournville. Parmi les premiers administrateurs du Bournville Village Trust, en 1922, elle succède à George Cadbury en tant que présidente et soutient le développement de projets de logement et la vie communautaire dans le village de Bournville pendant plus de cinquante ans.
De 1941 à 1948, elle est présidente du United Hospital de Birmingham. Tout au long de sa vie, elle milite pour l'éducation et le bien-être des femmes et est une suffragette convaincue, mais non militante. Elle tient une classe pour les épouses des étudiants de son mari à la Severn Street Adult School à Birmingham.
Fondatrice en 1898 de la Birmingham Union of Girls' Clubs, elle est active au sein de la Young Women's Christian Association et du National Council for Women de 1896 à sa mort. Elle est vice-présidente de l'Association électrique pour les femmes, une organisation qui cherche à promouvoir les avantages de l'électricité à la maison et à alléger les corvées domestiques des femmes. En 1911, elle est nommée présidente du sous-comité d'hygiène du comité d'éducation de la ville de Birmingham.
Pacifiste active, elle est la première présidente du Comité pour la paix et les relations internationales du Conseil national des femmes, créé en 1914. En 1916, elle est élue au Conseil national de la paix, dont elle devient trésorière puis vice-présidente. Avec Ishbel Hamilton-Gordon, Millicent Fawcett et Mme Corbett Ashby, elle fait pression pour l'inclusion des questions féminines à l'ordre du jour du Congrès de Versailles. Elle est une fervente partisane de la Société des Nations. En 1924, elle dirige les travaux d'une société d'utilité publique, Residential Flats Ltd., qui crée un club résidentiel « conçu pour répondre aux besoins des femmes d'affaires et professionnelles qui ont la possibilité d'avoir "leur propre maison", avec les avantages supplémentaires des services communaux d'un club ».
Pendant et immédiatement après la Première Guerre mondiale, Cadbury dirige les efforts locaux pour fournir un logement et une scolarisation aux jeunes réfugiés de Serbie et d'Autriche qui arrivent  à Birmingham pour échapper au conflit et à la pauvreté dans leur pays d'origine. Pendant la Seconde Guerre mondiale, elle travaille avec des réfugiés belges, et après cette guerre poursuit ses efforts avec le Conseil international des femmes.
En politique, les sympathies d'Elizabeth Cadbury vont au christianisme social, et elle est un pilier du Parti libéral. Elle est conseillère municipale de Birmingham, pour le quartier King's Norton, de 1919 à 1924, en tant que libérale, perdant son siège au profit d'un conservateur. Son programme politique est réformiste : action municipale pour l'amélioration de l'habitat, un service de santé scolaire et l'égalité des chances. Elle est cooptée au comité d'éducation de Birmingham en 1919 et ses services en tant que magistrat à partir de 1926. Cadbury se présente également au siège de King's Norton pour les libéraux aux élections générales de 1923. Elle termine troisième, mais en parvient à maintenir la part libérale du vote à 25 %.
En 1936, âgée de 78 ans, elle dirige la délégation britannique au Congrès mondial du Conseil international des femmes, tenu à Calcutta.

## Manor Farm
La maison familiale est Woodbrooke à Selly Oak, Birmingham, jusqu'en 1894, date à laquelle ils déménagent à Manor Farm, maintenant le Manor House, Bristol Road, Northfield, Birmingham. Ils y vivent ensemble jusqu'à la mort de George en 1922, et Elizabeth Cadbury y réside jusqu'à sa propre mort en 1951, à l'âge de 93 ans.
Pendant la Seconde Guerre mondiale, elle invite la Friends' Ambulance Unit à établir son centre de formation sur le domaine. Les terrains étaient également parfois utilisés pour des garden-parties et d'autres événements au profit de bonnes causes.
En 1948, lors de la réunion de famille pour célébrer son 90e anniversaire, il y a 150 parents. À sa mort, Elizabeth Cadbury laisse 37 petits-enfants et 49 arrière-petits-enfants.

## Honneurs
Pour son activité publique, Elizabeth Cadbury est nommée OBE en 1918 et DBE en 1934. Le gouvernement belge, pour son travail auprès des réfugiés, la fait Officier de l'Ordre de la Couronne, et elle est décorée par la reine Elisabeth des Belges en 1918. Les organisations de la Croix-Rouge de Serbie, de Grèce et de Yougoslavie lui décernent également des prix pour son travail pendant la guerre. L'Université de Birmingham lui décerne une maîtrise honorifique en 1919 pour ses services à l'éducation et à la ville.
L'école Dame Elizabeth Cadbury de Birmingham est nommée en son honneur.